# Acontia citripennis
Acontia citripennis là một loài bướm đêm trong họ Noctuidae.